# SLS중공업
SLS중공업 주식회사는 대한민국의 철도차량 및 철도차량 부품 제조, 철도차량 외부 디자인 등을 전문으로 했던 업체다.

## SLS그룹

### 기업이념
SLS중공업은 더 높게, 더 멀리, 더 깊게, 더 넓게 생각과 행동을이란 사훈을 내걸고 끊임 없는 도전정신을 바탕으로 원대한 기업활동을 펼쳐나가 21세기 미래지향적 선도 기업으로 거듭나는 것을 목표로 한다.

### 계열사
- 에스엘에스조선(주)
- 에스엘에스캐피탈(주) - 코스닥 상장 업체
- 케이에프신용정보(주)
- 에스피로지텍(주)
- 에스엘에스에스피(주)
- 에스피산업(주)
- 에스피스틸(주)

## 생산제품
- 철도차량 제작 사업

- 전동차, 디젤동차, 전기기관차, 디젤기관차, 발전차, 객차등
- 철도차량 부품 제작

- 대차 조립 제작, 제동기 부품 제작, 에어스프링등
- 기타사업

- 철도차량 외부 디자인 및 Marking Fil

## 역사
1994년에 설립한 주식회사 디자인리미트를 모기업으로 한다. 2000년대에 이르러 'Sea Land Sky' 즉 하늘, 바다, 땅에서 족적을 남긴 큰 기업이 되겠다는 의미로 SLS라는 이름을 쓰기 시작하였으며, 2003년은 신보캐피탈을 인수해 SLS캐피탈로, 2004년 (주)디자인리미트의 상호를 SLS중공업으로, 2005년 신아조선을 인수하여 이듬해인 2006년 SLS조선으로 출범시켰다.
그러나 2008년에 국제금융위기의 여파로 선박 수주량 급감, 업황 악화 등 어려움에 처해 핵심 계열사가 자금난에 직면하고, 결국 2009년 12월 SLS조선이 기업재무구조개선작업(워크아웃) 절차를 밟으며 사실상 그룹 해체의 길을 걷게 된다.

### 태동
- 1994년 8월: (주)디자인리미트 설립 - 철도차량 부품과 방음제품으로 사업시작
- 1996년: 객차 및 발전차용 특수 바닥재 개발
- 1997년: 전동차용 특수 바닥재 개발
- 1998년: 철도차량부품(주) 설립(경북 경산시), 소화물차 42량 납품(철도청), 병원객차 5량 납품(국방부)
- 1998년 11월: 해태중공업 철도차량부문 인수 - 철도차량 제작 생산라인 확장
- 1999년: 유개차 및 컨테이너차 126량 납품(철도청), 무궁화호 객차 63량 납품(철도청), 발전차 7량 납품(철도청)
- 1999년 9월: 철도차량 제작 시작 - 벤처기업 승인
- 2000년 8월: 자체 설계기술로 신형 무궁화호 객차 납품 시작
- 2000년: 평판차 및 컨테이너차 111량 납품(철도청), 새마을 식당차 개조 54량 납품(철도청)
- 2001년 2월: ISO 9001(철도차량 제작사) 인증획득(TUV사), 대통령상 표창(우수 중소기업)
- 2001년: 무궁화 객차 216량 납품(철도청), 새마을 식당차 2량 납품(철도청), 발전차 11량 납품(철도청), 컨테이너차/무개차/홉퍼카/평판차 644량 납품(철도청)
- 2002년: 무궁화호 객차 99량 납품(철도청), 무개화차 27량 납품(철도청),　유조차 112량 납품(철도청), 본사 사옥 이전(강남구 신사동), (주)썬하이브리드 인수(경기 양주시/PDP TV용 부품생산업체)
- 2003년: 신보캐피탈 인수(現 SLS캐피탈), 일본 HITACHI사와 기술 협력 체결(전동차)
- 2004년: 자갈화차 10량 수출(미얀마 철도), 부산교통공단 전동차 내장재 교체 194량 납품, 인천지하철 전동차 내장재 교체 56량 납품. 수도권 전철 전동차 입찰 참여.[1]

### 도약
- 2004년 10월: SLS중공업 주식회사로 사명 변경
- 2004년 12월: 전기차량(전동차) 제작설비 완공
- 2005년: 자갈화차 30량 수출(미얀마 철도), 인천지하철 전동차 내장재 교체 144량 납품, 한국철도공사 내장재 교체 810량중 444량 완성
- 2005년 12월: 신아조선(주) 인수(SLS조선)
- 2006년 8월: 신아조선을 SLS조선으로 사명 변경
- 2006년: 부민상호저축은행 인수, 자본금 11억 유상증자 - 자본금 105억, 조선/플랜트 사업 시작, 고속 전동차 사업 시작(온양선)
- 2007년: Deck House 전용공장 완공(통영 37,125 m2), TUG/AHTS 사업 시작
- 2008년: 덕포조선소 착공(29,743 m2), 제일조선소 인수, Deck House 전용 공장 편입
- 2009년: 덕포조선소 준공: 생산 개시(29,743 m2), 통영 Deck House 전용공장 확장 완료(37,125 m2), 온양선전동차(32량) 납품

### 몰락
- 2009년 12월: SLS조선 워크아웃 개시
- 2010년 1월: SLS중공업 워크아웃 개시, 그룹 사실상 해체

- SLS조선은 신아에스비로 사명을 변경하고 인력 감축, 임금 삭감을 통한 자구책을 실천하며 경영난을 타개하기 위해 힘썼으나, 국내 조선업계의 침체로 2014년 법정관리에 들어갔으며 2015년 결국 창원지법에 파산신청을 하였다.

## 논란
2009년 4월 이국철 회장이 비자금 조성 혐의로 수사받기 시작했으며 그 해 12월 SLS조선이 워크아웃에 돌입한다. 이 일을 두고 정치적인 외압이 일부 작용하였을거라는 주장도 제기되었다.